# ادوین آلبرت لینک
ادوین آلبرت لینک (انگلیسی: Edwin Albert Link؛ ۲۶ ژوئیه ۱۹۰۴ – ۷ سپتامبر ۱۹۸۱) خلبان، و مخترع اهل ایالات متحده آمریکا بود.